# Бубрежни стубац
Бубрежни стубац, Бертинов стубац или Бертинове колумне, су продужеци бубрежне коре између бубрежних пирамида. Они омогућавају да се бубрежна кора боље учврсти.
Сваки од стубаца се састоји од снопа крвних судова, мокраћних канала и влакнастог материјала.

## Функција
Бубрежни стубац обезбеђују пролаз за крвне судове који се протежу кроз бубрежну кору док се настављају ка бубрежним пирамидама.
Ови стубци такође садрже влакнасто везивно ткиво које доприноси функцији строме бубрежне коре.

## Клинички значај
Хипертрофирани бубрежни стубци (или бубрежни псеудотумор) може се разликовати од стварног тумора бубрега уз помоћ ДМСК снимања (радионуклидно снимања које користећи димеркаптосукцинску киселину (ДМСК) служи за процени морфологије, структуре и функције бубрега). Скенирање ће показати подручје са нормалном активношћу ако је псеудотумор или ће показати смањено узимање радионуклида ако у бубрегу постоји цистична или чврста бубрежна маса.

## Галерија
- Бубрежни стубци
- Бубрежни стубци